# حکیم‌خان
حکیم‌خان (به ترکی استانبولی: Hekimhan) شهری است در کشور ترکیه که در استان ملطیه واقع شده‌است. جمعیت این شهر بر اساس سرشماری سال ۲۰۰۸ میلادی ۷٬۸۰۲ نفر و بر اساس برآوردهای سال ۲۰۰۹ میلادی ۷٬۸۹۶ نفر می‌باشد.